# Jean-Pierre Escarfail
Jean-Pierre Escarfail est une personnalité du milieu associatif français né à Lyon.
Ingénieur et docteur ès sciences de l’École polytechnique fédérale de Zurich, il travaille dans l’industrie papetière et le conseil. 
Président de l'Association pour la protection contre les agressions et crimes sexuels (APACS) qu’il crée en 2001 avec d’autres familles de victimes, Jean-Pierre Escarfail milite pour les droits des victimes de violences sexuelles. Il est membre d’une Commission pluridisciplinaire des mesures de sûreté du Ministère de la Justice. 
Enfin il organise des expositions d’art en Bourgogne dans la ville d’Avallon où sa famille a ses racines depuis le XIVe siècle. En 2016, il y crée le premier Festival d’Art Chinois en France.

## Carrière
Après un séjour aux États-Unis, Jean-Pierre Escarfail a travaillé essentiellement dans l’industrie papetière et graphique, d'abord à la papeterie de Moulin-Vieux, à Pontcharra dans l’Isère. Il dirige ensuite les papeteries Navarre à Roanne où il réorganise et développe cette entreprise de 700 personnes. Il a également travaillé dans le conseil chez McKinsey à la mise en place de plans stratégiques pour de grands groupes français, puis au Groupe Valeur,.

## Affaire Guy Georges et engagement associatif
En janvier 1991 sa fille Pascale est victime du tueur en série Guy Georges. Elle sera la première d’une série de sept jeunes femmes violées puis assassinées par ce criminel sexuel multirécidiviste entre 1991 et 1997. Grâce à la ténacité du juge Gilbert Thiel, Guy Georges put être identifié par son ADN, arrêté en 1998, jugé et condamné en 2001 à l'emprisonnement à perpétuité assortie d'une période de sûreté de vingt-deux ans. Après des dénégations répétées durant le procès, Guy Georges avoue finalement, durant une des dernières audiences.
À la suite du procès, Jean-Pierre Escarfail fonde l'Association pour la Protection contre les Agressions et Crimes Sexuels (APACS) et voyage dans de nombreux pays afin d’étudier les différentes législations mises en place à l’étranger pour lutter contre la récidive des criminels sexuels, et pour une meilleure prise en charge des victimes.
Il participe régulièrement à des commissions, auditions ou études au sein d’institutions telles que l’Assemblée nationale et le Sénat afin d’y apporter son expertise.
Son travail a notamment permis la mise en place en France de mesures comme l’évaluation de la dangerosité des délinquants sexuels, le bracelet électronique mobile, et la surveillance et  rétention de sûreté.
En 2005, il devient membre d’une Commission pluridisciplinaire des mesures de sûreté. Il défend ainsi la cause des victimes et de leurs familles lors des demandes de libérations conditionnelles.
En 2006 et 2012, il écrit deux ouvrages afin de faire connaître les conclusions de ses études et continuer son travail d’aide et de prévention. 
En 2013, révélé par Atlantico, Jean-Pierre Escarfail figure sur le « mur des cons » du Syndicat de la Magistrature. Sa présence sur ce mur ainsi que celle de Philippe Schmitt (dont la fille a également été assassinée en 2007 par un criminel récidiviste) suscite une polémique,,. 
Le 7 janvier 2015 sort L'Affaire SK1 un film du réalisateur français Frédéric Tellier, retraçant l’enquête policière qui mènera à l’arrestation de Guy Georges. Le rôle de Jean-Pierre Escarfail y est joué par l’acteur Jean-Philippe Puymartin. Jean-Pierre Escarfail travaille avec la production du film afin de s’assurer de la véracité des faits relatés et du respect apporté aux victimes et à leurs familles.

## Expositions d’Art
Depuis 2005, Jean-Pierre Escarfail programme à Avallon des expositions d’artistes français et étrangers, originaires de Serbie, du Japon, du Chili, d’Haïti et enfin de Chine. 
Il fonde en 2016 l’association Valorisation du Patrimoine Culturel qui organise un Festival d’Art Chinois comprenant divers évènements avec la participation de Mr LI Shaoping, Ministre Conseiller Culturel de l’Ambassade de la République Populaire de Chine,.
Des conférences, un concert, un match de foot contre l’équipe d’Auxerre, ont lieu, ainsi qu’un dîner piloté par Marc Meneau et une présentation au Musée d’Avallon de la collection exceptionnelle de peintures taoïstes, costumes et bijoux Yao, minorité ethnolinguistique très ancienne qui trouve son origine en Chine,,.

## Publications
- « Pour un capitalisme à crédit », Éditions Chiron, 1977.
- « Pour ma fille, victime d'un tueur en série : Plaidoyer sans haine pour la prévention et la reconnaissance du viol comme crime », Éditions Ramsay, 2006.
- « Permis de violer », Jean-Pierre Escarfail et Marine Babonneau, Éditions du Canon, 2012.
- « Assassinée, tu vis dans l'éternité », Éditions Michel de Maule, 2018.
- « Mortelle Collusion», La Route de la Soie-Éditions, 2023.
- «Dictature de la canaille», La Route de la Soie-Éditions, 2023.

## Organisations de colloques
- « La Dangerosité des grands criminels » Institut de Criminologie de Paris, 2006
- « Neutraliser les grands criminels », Assemblée nationale, 2008
- « Soigner les victimes de viols, états des lieux et perspectives », Assemblée nationale, 2009
- « Soigner les victimes de viol  - Thérapie de l’ESPT par exposition prolongée, », Séminaire de formation animé par le Professeur Edna Foa, université Paris Descartes (Paris V), 2012

## Décorations
- Chevalier de l’Ordre national du Mérite (2006)
- Médaille de vermeil du Mérite Civique
- Médaille Carnegie